# Port Vale F.C.

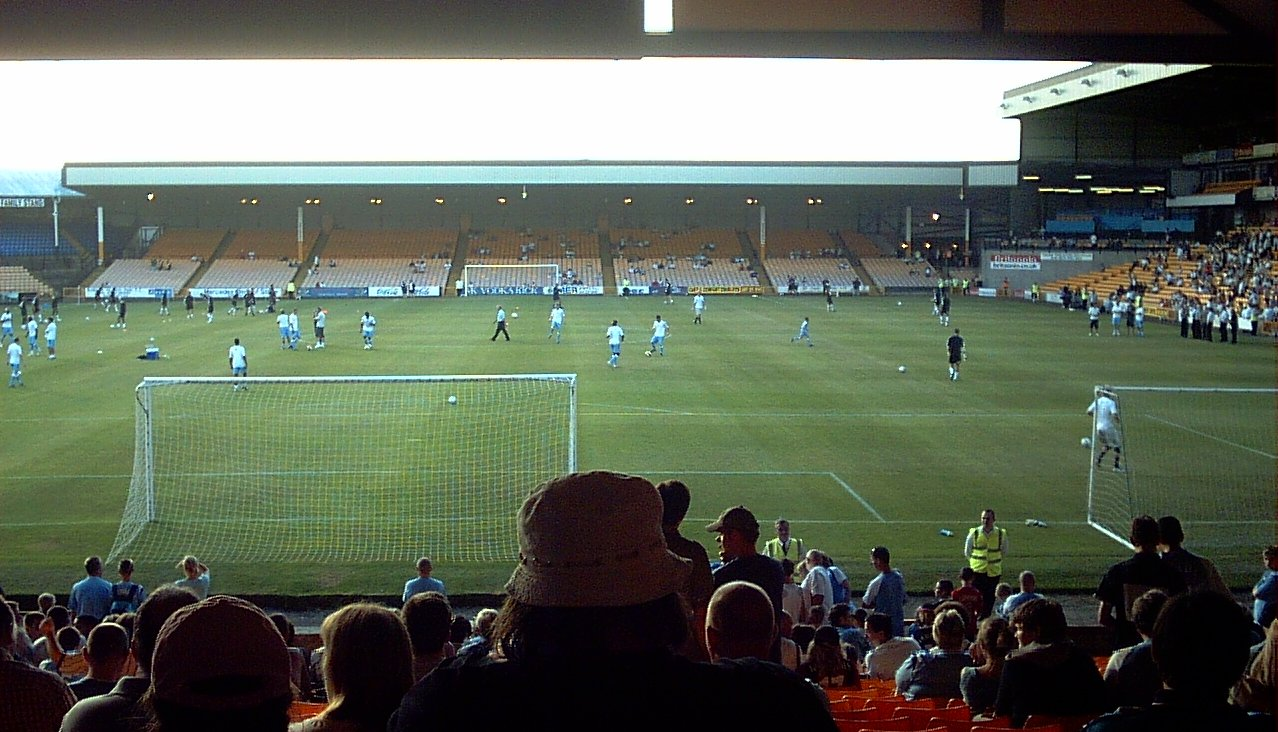
Vale Park, sân nhà của Port Vale từ năm 1950.

Port Vale FC là một câu lạc bộ bóng đá có trụ sở tại Burslem, Stoke-on-Trent, Anh. Đội bóng hiện thi đấu tại League One.

## Danh hiệu
Football League Third Division / Third Division North / League One (Giải hạng 3)
- Nhà vô địch các mùa giải 1929–30, 1953–54[10]
- Thăng hạng 2 mùa giải 1993–94[11]
- Thắng trận play-off mùa giải 1988–89[10]

Football League Fourth Division / League Two (Giải hạng 4)
- Nhà vô địch mùa giải 1958–59[10]
- Thăng hạng 3 các mùa giải 1982–83, 2012–13[11]
- Thăng hạng 4 các mùa giải 1969–70, 1985–86[10]

Football League Trophy
- Nhà vô địch các mùa giải 1993, 2001[11]